# لا پوئبلا د لس اینفانتس
لا پوئبلا د لس اینفانتس (به اسپانیایی: La Puebla de los Infantes) یک دهستان در اسپانیا است که در استان سبیا واقع شده‌است. لا پوئبلا د لس اینفانتس ۱۵۵ کیلومتر مربع مساحت و ۳٬۲۶۳ نفر جمعیت دارد و ۲۳۰ متر بالاتر از سطح دریا واقع شده‌است.